# Pascal Richard
Pascal Richard (nascido em 16 de março de 1964) é um ex-ciclista de estrada suíço. Foi campeão nacional suíço de estrada em 1989 e 1993. Competiu nos Jogos Olímpicos de Verão de 1996, conquistando a medalha de ouro na prova de estrada individual.